# Jean de Francqueville
Jean de Francqueville (Amiens, 17 febbraio 1860 – Wargnies, 30 marzo 1939) è stato un pittore francese.

## Biografia
Jean de Francqueville fu un aristocratico francese della Piccardia, pittore e, dal 1894 al 1939, sindaco del paese di Wargnies.
Suo padre, Adalbert de Francqueville d'Abancourt, era Consigliere generale del Dipartimento della Somme. Sua madre Berthe, nata Lallard de Lebucquière, era una pittrice, nota per i suoi acquarelli e pastelli. Jean nacque nel palazzo Blin de Bourdon, al nº3 di rue des Augustins ad Amiens, proprietà del suo bisnonno Louis-Alexandre Blin de Bourdon visconte di Domart-en-Ponthieu, sindaco di Amiens e deputato al Dipartimento della Somme, nonché prefetto dell'Oise.
Grazie al suo matrimonio nel 1888 con Jeanne Artus de Valois, (1866-1975) decana di Picardia nel 1974 e proveniente da una famiglia di Amiens, Jean de Francqueville ebbe la possibilità di risiedere sempre più spesso nel suo castello del villaggio di Wargnies, recatogli in dote dalla moglie, dove, come proprietario terriero, amministrava i suoi beni. Vi morirà il 30 marzo del 1939.
Superato l'esame di Maturità al Liceo della "Providence" di Amiens e compiuti gli obblighi militari, Francqueville si trasferì a Parigi e si iscrisse alla facoltà 
di Giurisprudenza. Ma vi rimase solo per un anno. Abbandonò infatti gli studi classici di diritto per dedicarsi al disegno e alla pittura negli atelier di William Bouguereau e di Tony Robert-Fleury.
Completata così la sua formazione artistica espose in diversi "Salon", (Salon de l'école française, Salon des artistes français, esposizioni della Société des amis des arts, Salon de Paris) dove ottenne numerosi premi e riconoscimenti.

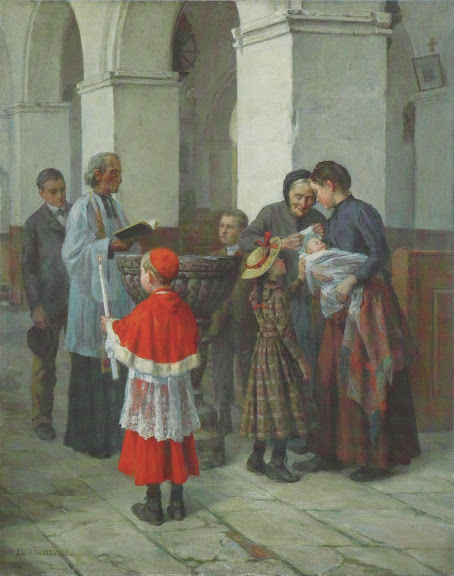
Il battesimo

Jean de Francqueville viaggiò molto, attraversando la Francia, l’Italia, la Svizzera e l’Inghilterra, in particolare a fianco del Conte di Parigi, durante il suo esilio del 1886. Lavorò in due suoi atelier: durante l'inverno ad Amiens, al nº6 di rue Duthoit e, durante la buona stagione, nella sua proprietà di Wargnies, dove aveva fatto costruire un ampio atelier dal soffitto molto alto e dotato di una vastissima vetrata.
Venne chiamato "pittore piccardo", come lui stesso aveva chiamato numerosi suoi conterranei durante il suo discorso di benvenuto all’"Académie des sciences, des lettres et des arts d'Amiens" il 16 maggio 1913. 
Francqueville espose a fianco dei migliori artisti della sua regione: Jules Boquet, Auguste Carvin, Horace Colmaire, Gogois, Pierre Ringard, Gustave Riquet, Albert Roze, Albert Siffait de Moncourt, Guy Terrel des Chênes…
Fu anche uno apprezzato scrittore e si distinse nella produzione di testi accademici: di lui si contano infatti più di cento fra scritti storici e artistici. 
In essi una vena di "humor" è sempre presente, assieme alla preoccupazione per una sincera veridicità.
Oltre alla sua attività artistica e culturale, Francqueville dedicò sempre molto tempo alla famiglia, al suo ruolo di Sindaco (che ricoprì per quasi quarant'anni, fino alla morte), nonché a tutte le società e associazioni nelle quali amava essere presente e attivo. Ma anche alla vita mondana e alle amicizie: infatti non rifiutava mai un viaggio culturale, la visita ad una mostra, una inaugurazione o una gita in mare sulla barca del suo amico romanziere Jules Verne.
Durante la prima guerra mondiale mostrò tutta la sua disponibilità. Non essendo stato richiamato (a causa dell'età (54 anni) e per il fatto di avere una famiglia), in quanto sindaco del paese accolse le truppe alleate e mantenne alto il morale della popolazione.
Fu ben presto membro della "Société des amis des arts", e ne divenne presidente dal 1920 sino alla morte (1939).
Molto attaccato alla sua terra e alla sua regione, fece parte anche dei Rosati Piccardi e lavorò per la "Société des Antiquaires de Picardie", partecipando alle iniziative di salvaguardia del Patrimonio storico-artistico e naturale. È annoverato infatti fra i "nuovi scopritori" delle grotte di Naours

Sino alla fine dell'800 nessuno dei suoi quadri fu oggetto di vendita. Essi per la maggior parte rimasero in seno alla sua numerosa famiglia o presso gli amici più vicini. L'inventario del 1967, realizzato dal suo primogenito è peraltro incompleto, poiché alcune opere non repertoriate risultarono ormai messe in vendita. Alcune di esse sono addirittura introvabili, come l'imponente quadro dei Discepoli di Emmaus e il ritratto del suo figlio più piccolo.
Jean de Francqueville si spense nella sua casa di Wargnies all'età di 79 anni.

## Opere
Sono noti circa quaranta quadri terminati, fra cui dei ritratti di famiglia, dei visi di bambino, di donne o di vecchi. Un testo edito nel 2012 ne offre una rassegna..

Quasi tutta l'opera di Francqueville si trova ora in collezioni private. I quadri esposti al pubblico sono rari, fra i quali "Sainte Ulphe et Saint Domice", sito nella cattedrale di Amiens, che valse all'autore l'accesso alla "Société des artistes français" (fondata nel 1882 da Tony Robert-Fleury, uno dei suoi maestri). Fra le opere visibili c'è anche "Le Vieux mendiant" donato al Museo della Picardie di Amiens il 4 giugno 1921. Anche le chiese di Fieffes-Montrelet, di Naours e di Wargnies possiedono un'opera di Francqueville.

### Opere religiose
"Sainte Ulphe et saint Domice" (olio su tela). Quadro premiato al "Salon des artistes français" in occasione dell'Expo del 1896. Donato dall'autore all'"Accademia di scienze, lettere ed arti di Amiens", è oggi conservato a cura dell'Associazione diocesana e, dopo un sapiente restauro, si trova in una cappella laterale della cattedrale di Notre Dame di Amiens.
 
Numerosi critici si occuparono di questa tela imponente. Palette ne fece l'elogio:
 Anche le espressioni tratte dal commento di Félix Lamy (che replica alle osservazioni sull'accoglimento di Jean de Francqueville nell'Académia di Amiens il 16 maggio 1913) appaiono più che positive:

## Galleria d'immagini

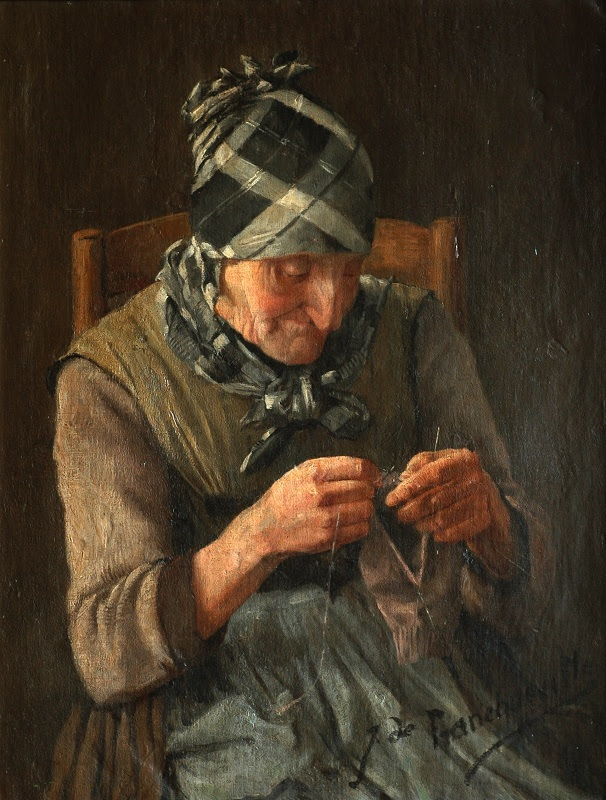
La magliaia
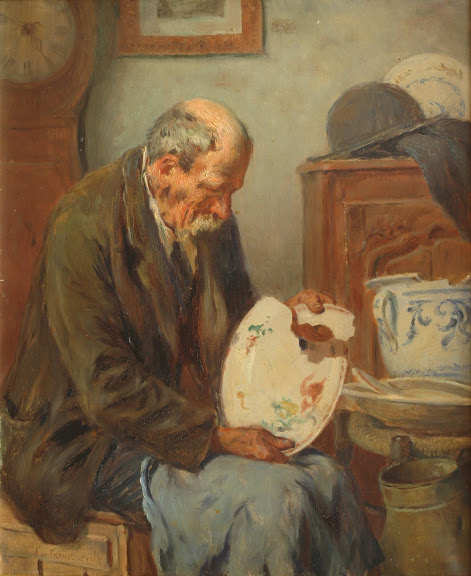
L'aggiustatore di ceramiche
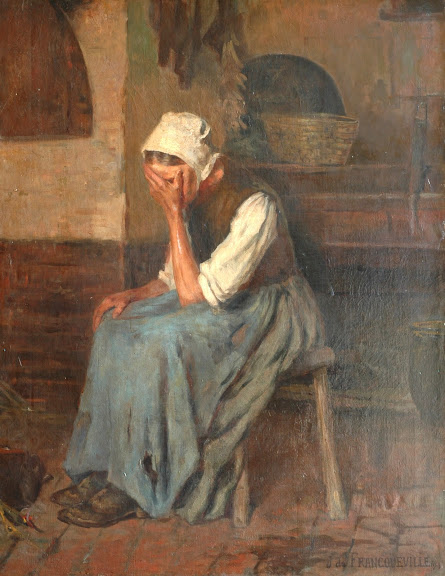
Il lutto
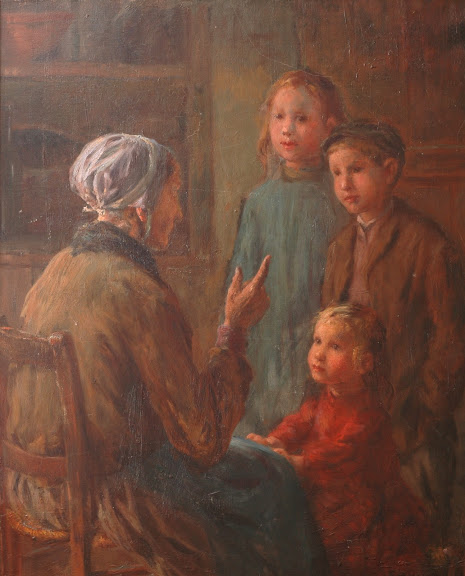
I racconti della nonna
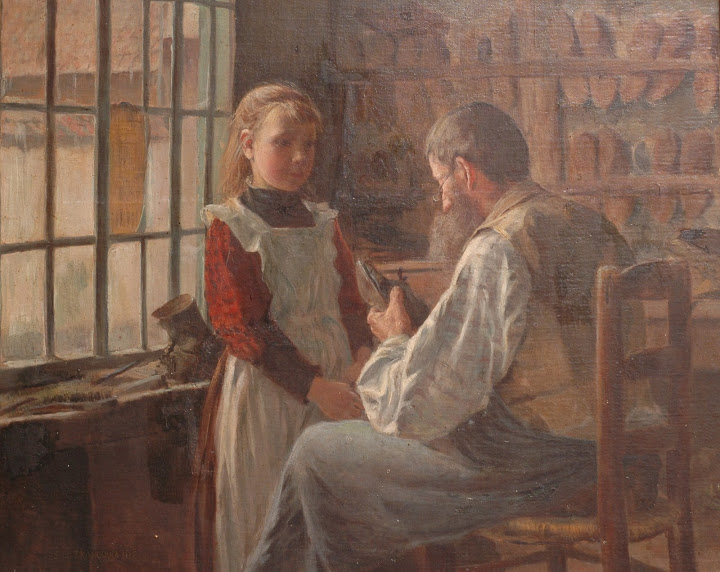
Il calzolaio
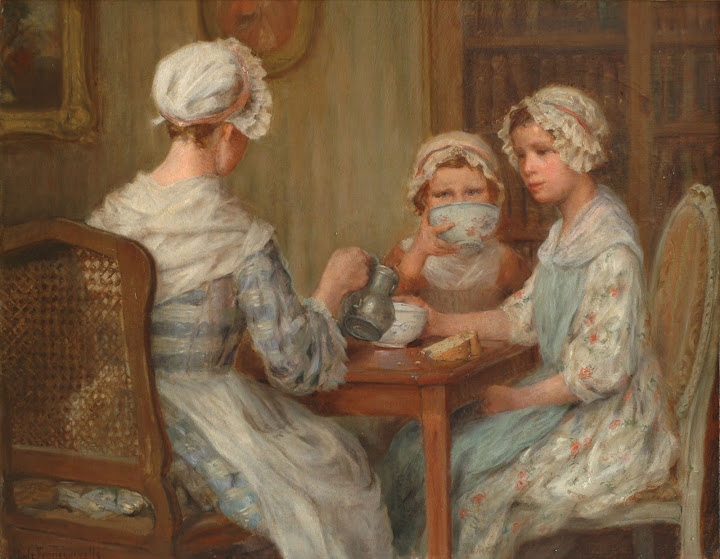
La colazione
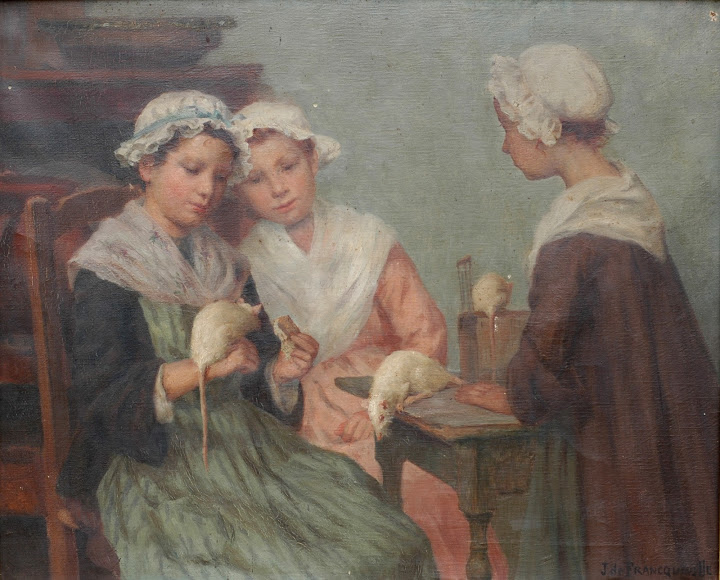
I topolini bianchi
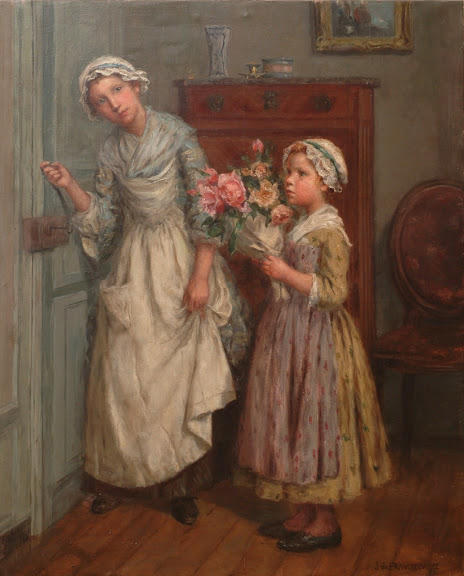
Il mazzolino della festa
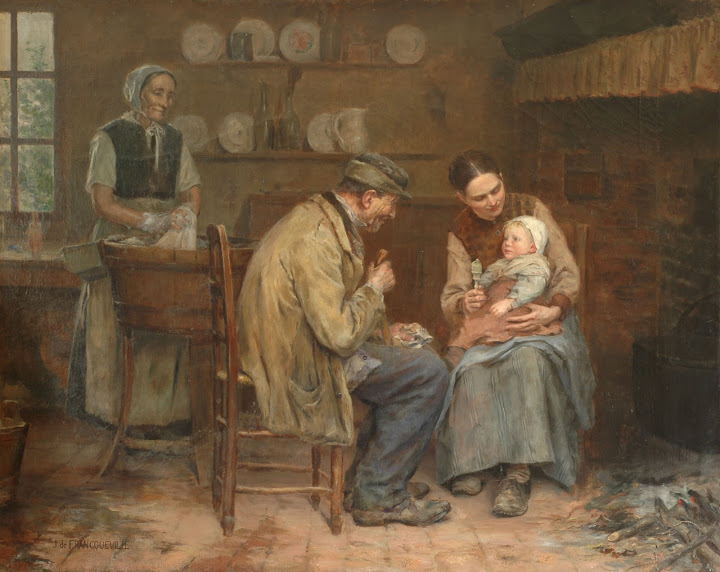
In famiglia